# ニュー・イヤーズ・デイ (U2の曲)
「ニュー・イヤーズ・デイ」（New Year's Day）は、U2の3枚目のアルバム『WAR(闘)』からのリードシングルで、U2のシングルとして初めてUKチャートのトップ10に入った曲である。スマッシング・パンプキンズのビリー・コーガンは16歳の時に、ラジオから流れてきたこの曲を聴いて、U2のファンになったと話している。

## 解説
Octoberツアー中のサウンドチェックの際にアダムがVisageの「Fade To Gray」のベースラインを弾き間違えたことから生まれた曲。元々はボノからアリへ向けたラブソングだったのだが、その後方針転換し、後にポーランドの大統領となるレフ・ヴァウェンサ率いる独立自主管理労働組合「連帯」をテーマとする曲となった。ボノはなかなか歌詞を完成させることができず、危うくアルバムから漏れるところだった（ちなみに歌詞にある「Under a blood red sky」の一節は、その後、ライブアルバムのタイトルになった）。レコーディング中、リリーホワイトは「Sunday Bloody Sunday」には特別なものを感じていたものの、「NYD」にはピンと来なかったが、スタジオに出入りしていたインターンの少年が、この曲が流れる度に興奮しているのを見て、「もしや」と思ったのだという。
そして「War」のレコーディングが終わった後の1983年1月1日、実際にポーランドで戒厳令が解かれ、この偶然にU2のメンバーは大変驚いた。

## B面

### Treasure (Whatever Happened to Pete the Chop)
「Pete The Chop」とはごく初期にバンドのマネジメントに関わっていたアンドリュー・ホワイトウェーのニックネームで、彼から「僕のために曲を書いてくれ」と頼まれて書いたのが同タイトルの曲。当時のU2にしてはポップな曲で、ポール・マクギネスもアイランド・レコードの社員もヒット間違いなしと考えシングルリリースを勧めたが、バンドは気に入らずそのままお蔵入りとなった。その後「Treasure」とタイトルを変えて、「New Year's Day」のB面に収録されることになったのだが、その際、なかなかシングルヒットが出ないU2に業を煮やしたアイランド・レコードの社員が、口癖のように「『Pete The Chop』はどうなっている？《Whatever Happened to Pete the Chop？》」と言っていたため、それを副題に使った。「Pete the Chop」は初期のライブで演奏されたことがあるが、この曲は一度もない。
「War」のデラックス・エディション収録。

## PV
監督はメイアート・エイヴィス、ロケ地はスウェーデンのスキーリゾート地・サーレンで、1982年12月15日と16日の2日間に渡って撮影された。寒風吹きすさぶ雪原に立ち尽くして歌い、馬に乗って森の中を行くバンドの姿が印象的なこのPVはMTVでヘビロテされ、現在でも人気の高いU2のPVの一つである。だが、4人が馬に乗るシーンはメンバーが上手く馬を乗りこなせず、また保険にも入っていなかったため、実際に乗っているのは地元の十代の女の子たちである。また雪原で歌うPVというアイデア自体もエコー&ザ・バニーメンの「The Cutter」のPVの盗用と噂され、U2を毛嫌いしていたイアン・マッカロクは激高していた。

## ライブ
2015年7月23日の時点で、ライブで演奏された回数においてトップ10に入っている。ライブの際、エッジはギターとピアノの両方を器用に弾きこなしているものの、時々演奏ミスをしている。この曲を演奏する際、80年代はフェンダー・ストラトキャスターを使っていたが、90年代以降はギブソン・レスポール・カスタムかギブソン・レスポールを使っている。この曲をレコーディングしたときに使ったギブソン・レスポールは、2007年、ハリケーン・カトリーナの被害にあったミュージシャンを支援するためエッジが設立したチャリティ団体Music Risingが主催したチャリティ・オークションに出品され、24万ドル（約2850万円）で落札された。
Vertigoツアーの際、2005年7月5日にポーランドのシレジア競技場で行われたライブでは、「NYD」を演奏している際、アリーナ席の観客が赤と白のアイテムを掲げてポーランドの国旗を作るパフォーマンスを行った。感動したボノはジャケットを裏返して裏地の赤を見せ、お辞儀をして、敬意を表した。360度ツアー・ポーランド公演でも同じパフォーマンスが行われた。

## リミックス
ピアノのパートが印象的だからか、クラブミュージック系のアーチストに頻繁にリミックスされている。
- フランソワK - 「New Year's Day (USA Remix)」（83）
「NYD」のフランス盤シングルに収録。U2初のリミックス。BoyツアーかOctoberツアーか不明だが、USツアー中、U2のメンバーはとあるナイトクラブを訪れ、そこでボノがDJを務める機会があったのだが、「Out Of Control」をかけた瞬間、フロアから人がさっといなくなってしまった。この出来事に衝撃を受けたボノは「クラブで踊るような若者にも聴いてもらわなければ」という思いを抱いたのだが、それがリミックスという形で実現した。
フランソワ・Kは70年代後半から現在までシーンの第一線で活躍しているフランス人DJで[9]、この曲以外にも「Two Hearts Beat As One（USA Remix)」と「Wire (Kevorkian 12" Vocal Remix)」)」（「The Unforgettable Fire」デラックス・エディション収録）を手がけている。
「War」のデラックス・エディションに収録。
- フェリー・コーステン - 「New Year's Day (Ferry Corsten Extended Vocal Mix）」「New Year's Day" (Ferry Corsten vocal radio mix)」(99)
オランダのDJフェリー・コーステンがU2側にリミックスを申し入れ、U2側が快諾したところ、クラブシーンで大ヒット。シングル盤がリリースされることになったのだが、「政治的」事情により取りやめになり、「War」デラックス・エディションに収録されて、ようやく日の目を見た。

- Musique vs U2 - 「New Year's Dub」（01）
MUsiqueというのはムースとニック・ハンソンという人物のこの曲限りのユニット。アイルランド13位、UK15位、オランダ55位、イタリア46位、スイス93位、オーストラリア74位とスマッシュヒットした。

## カバー

### カバー
- List of cover versions of U2 songs – New Year's Day
  - Aslan
彼らの「This Is」をカバーしたU2だが、実はボノはこの曲を聴いて、Aslanをマザーレコードからデビュさせることを断ったことがある。
  - トーリ・エイモス
ライブでカバーしている

### サンプリング
- Kiss AMC - 「A Bit Of U2」（89）
- Dynamic Base - 「Africa」（93）
- With It Guys - 「Let The Music Take Control 」（93）
- Hyperlogic - 「Only Me」（95）
- Bacon Popper - 「Free」（98）

## 評価

### 1983年当時
- 1983年ホットプレス読者が選ぶ年間ベストアイリッシュシングル第2位[11]
- 1983年NME年間ベストシングル50第47位[12]
- 1983年ジョン・ピールが選ぶ年間ベストソング50第41位[13]
- 1983年クリーム（アメリカ）年間ベストシングル第6位[14]
- 1983年Rockerilla（イタリア）年間ベストシングル第18位[15]

### オールタイム
- 1989年ラジオヴェロニカ（オランダ）が選ぶオールタイムベスト500第37位[16]
- 1991年Voxが選ぶ世界にショックを与えたレコード100第90位[17]
- 1993年ポール・ウィリアムズが選ぶロックンロールベストシングル100第89位[18]
- 1999年スタジオ・ブリュッセル（ベルギー）の視聴者が選んだオールタイムベストソング第31位[19]
- 2004年ローリングストーンが選ぶオールタイムベストソング500第427位[20]
- 2005年ロックサウンドが選ぶプロテストソング10第7位[21]
- 2008年ピッチフォークが選ぶパンク以降の優れた曲500[22]
- 2010年ローリングストーンが選ぶオールタイムベストソング500第435位[23]
- NMEが選ぶロックを定義する75曲[24]